# Мёркур
Мёрку́р (фр. Meurcourt) — коммуна во Франции, находится в регионе Франш-Конте. Департамент — Верхняя Сона. Входит в состав кантона Со. Округ коммуны — Люр.
Код INSEE коммуны — 70344.

## География
Коммуна расположена приблизительно в 320 км к юго-востоку от Парижа, в 65 км севернее Безансона, в 18 км к северу от Везуля.

## Население
Население коммуны на 2010 год составляло 308 человек.
| 1962 | 1968 | 1975 | 1982 | 1990 | 1999 | 2010 |
| ---- | ---- | ---- | ---- | ---- | ---- | ---- |
| 289  | 287  | 248  | 251  | 278  | 307  | 308  |

## Администрация
| Период | Период | Фамилия   | Партия | Примечания |
| ------ | ------ | --------- | ------ | ---------- |
| 1995   | 2001   | Жак Милло |        |            |
| 2001   | 2008   | Ив Вино   |        |            |
| 2008   | 2014   | Эме Байи  |        |            |

## Экономика
В 2010 году среди 204 человек трудоспособного возраста (15—64 лет) 143 были экономически активными, 61 — неактивными (показатель активности — 70,1 %, в 1999 году было 71,1 %). Из 143 активных жителей работали 133 человека (76 мужчин и 57 женщин), безработных было 10 (6 мужчин и 4 женщины). Среди 61 неактивных 9 человек были учениками или студентами, 33 — пенсионерами, 19 были неактивными по другим причинам.

## Фотогалерея

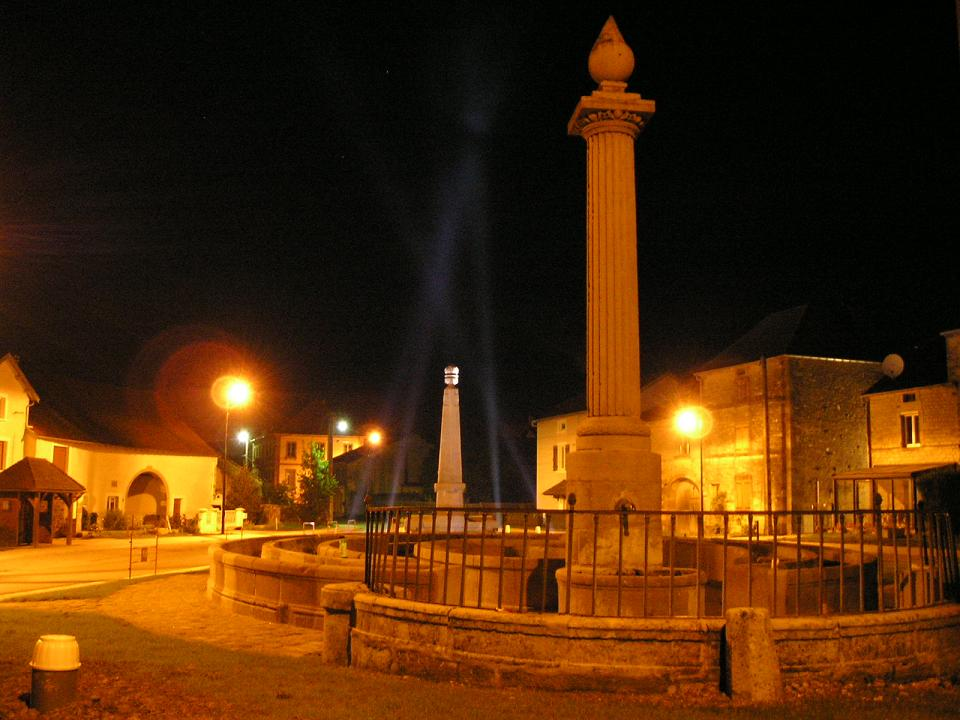
Центральная площадь
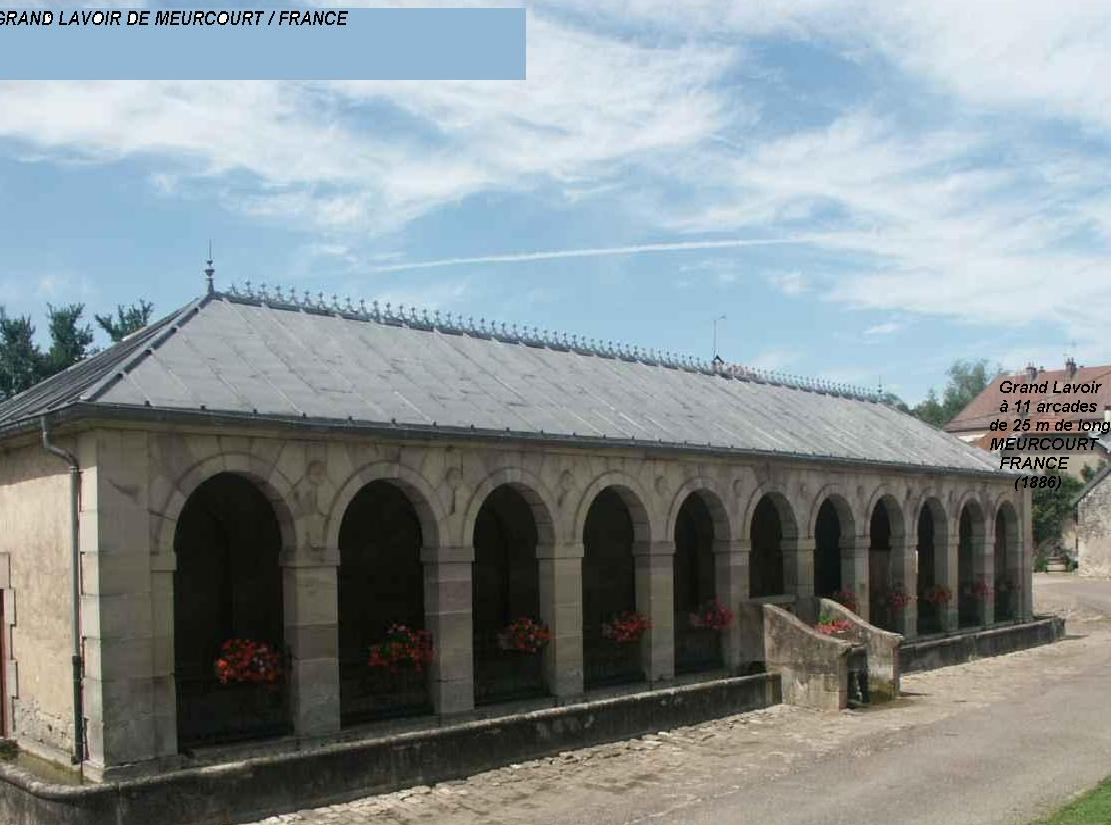
Общественная прачечная
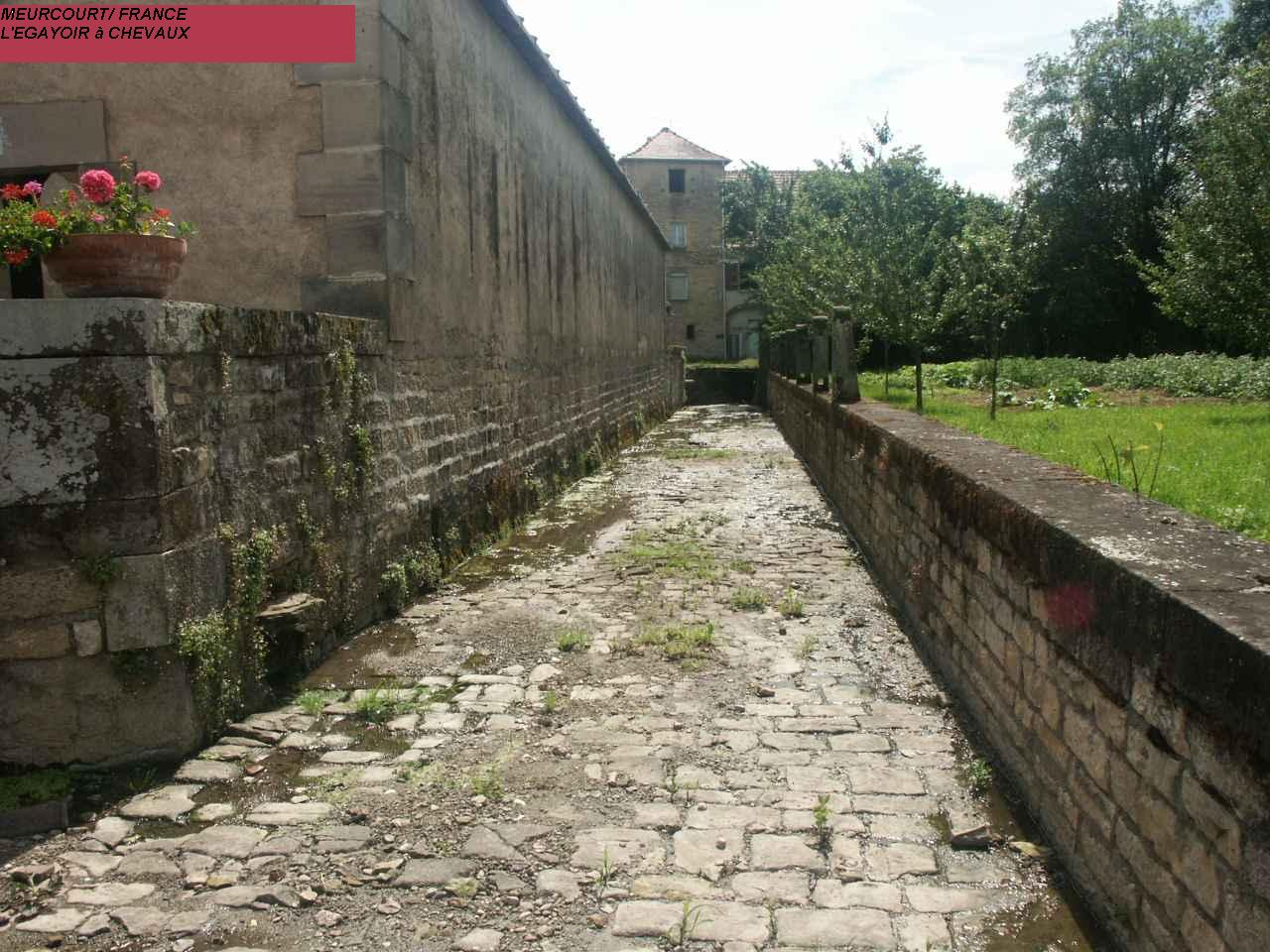